# Empire Strike
Empire Strike es un videojuego de estrategia en línea multijugador masivo para navegador web y Android. Es un juego de guerra y de estrategia militar en el que manejas un imperio.

## Ambientación
Esta ambientado en un mundo fantástico bastante similar al de R.A. Salvatore creador de las Sagas Forgotten Realms (Reinos Olvidados), Legacy of the Drow (El Legado del Drow), entre otras obras literarias, quien de joven se interesó en El Señor de los Anillos de Tolkien, el cual influencio su trabajo, también en World of Warcraft.

## Objetivo
Es un juego por turnos, en el que cada acción, ya sea construir un edificio, o atacar una ciudad, cuesta turnos. Cada día dan 100 turnos, y el primer día se empieza con 400.
El objetivo del juego es lograr acabar primero en una partida (cada partida dura 2 meses aproximadamente), con el mayor número de puntos. Los puntos los dan la población de las ciudades, los edificios, las tropas, los recursos almacenados y las victorias que hayan obtenido los héroes a lo largo de la partida.
Los resultados de cada partida quedan reflejado en las clasificaciones globales.

## El juego

### Razas
Se puede conseguir el mismo resultado con todas las razas, pero cada una tiene sus puntos fuertes y sus puntos débiles, que se ajustan mejor a una determinada estrategia, cada raza tiene sus propias tropas con sus propias características, y cada raza tiene bonus que la diferencian de las demás:
Humanos: Son buenos con el comercio, costándole menos turnos. Las ciudades producen el doble de reliquias y joyas. La milicia de la ciudad aumenta el daño un 30%. Los héroes son más fáciles de ser reclutados si son capturados.
Enanos: Bonificación al ataque y la defensa si se encuentran en montaña. Determinados edificios su construcción en turnos cuesta la mitad. Los héroes son más difíciles de reclutar si son capturados. No les afectan las magias globales que funcionan con maná. No pueden tener héroes magos, ni lanzar magias de maná.
Elfos: Bonificación en ataque/defensa si se encuentran en bosque. Información en la ventana de ataque sobre el tamaño de las ciudades. Nunca les falla el espionaje. Los héroes ganan más puntos de desarrollo. Canjear fama por tropas especiales cuesta sólo 150 puntos de fama en lugar de 200.
Orcos: Asalto orco. Dependiendo de la cantidad de armas usadas, pueden realizar un poderoso ataque, llegando a conseguir una bonificación en la batalla de +12% al daño y +2% para conquistar la ciudad. Los héroes necesitan la mitad de tropas para no caer en desmotivación. El adversario tendrá más dificultad de reclutar los héroes orcos.
No-Muertos: Pueden extender la enfermedad peste negra a las ciudades a las que ataca. Las ciudades producen más cantidad de maná. Las ciudades pueden canjear fama para sacar de 4 a 6 Devoradores de almas (las tropas no-muertas más fuertes del juego). Los héroes son más difíciles para ser reclutados por otros imperios
Elfos oscuros: Asalto nocturno. Dependiendo de la cantidad de armas gastadas pueden conseguir una bonificación de hasta +6% al daño, +3 a la velocidad, y +2% al porcentaje de conquista. Pueden hostigar ciudades, las ciudades hostigadas se pueden ver con un icono en la ventana de ataque, y si se vence a una ciudad con hostigamiento se consigue +4% al porcentaje de conquista. Tienen más probabilidades de aprender una nueva habilidad en los héroes, además, ganan más puntos de desarrollo y son más difíciles de reclutar. El espionaje funciona la gran mayoría de las veces, aproximadamente un 85%. Las ciudades producen más Karma. No pueden fundar ni conquistar ciudades en desierto, llanura y costa, pero a cambio, pueden realizar saqueos, de los cuales ganan gran cantidad de dinero. Son muy malos para el comercio, y les cuesta más turnos utilizarlo. El crecimiento de sus ciudades es menor que el de otras razas. No pueden ser pacíficos.